# Roland Böttcher
Roland Böttcher (* 26. Juli 1955 in Windischbergerdorf) ist ein deutscher Rechtswissenschaftler.

## Leben
Von 1978 bis 1988 arbeitete er am Amtsgericht und Landgericht Regensburg sowie am Amtsgericht Nürnberg. Von 1989 bis 1994 war er Dozent am Fachbereich Rechtspflege der Bayerischen Beamtenfachhochschule. 1994 erfolgte die Berufung an die Fachhochschule für Verwaltung und Rechtspflege Berlin (FHVR), an der er eine Professur für Bürgerliches Recht mit dem Schwerpunkt Liegenschaftsrecht innehatte.
Von 1997 bis 2002 war Böttcher Prodekan und von 2002 bis 2020 Dekan des Fachbereichs Rechtspflege der FHVR bzw. deren Nachfolgeinstitution Hochschule für Wirtschaft und Recht Berlin (HWR Berlin).
Böttcher verfasste zahlreiche Publikationen, u. a. zum Erbbaurecht und Grundbuchrecht.